# Jaiber Cardona
Jaiber Damián Cardona Lozano (Tuluá, Valle del Cauca, Colombia; 19 de enero de 1990) es un futbolista colombiano. Juega como portero.

## Selección nacional
Hizo parte de la nómina con la Selección de fútbol de Colombia Sub-17 en la Copa Mundial de Fútbol Sub-17 de 2007 y fue suplente.

### Campeonatos Sudamericanos
| Mundial                     | Sede      | Resultado    |
| --------------------------- | --------- | ------------ |
| Sudamericano Sub-15 de 2005 | Bolivia   | Primera fase |
| Sudamericano Sub-17 de 2007 | Ecuador   | Subcampeón   |
| Sudamericano Sub-20 de 2009 | Venezuela | Primera fase |

### Participaciones en Copas del Mundo
| Mundial                     | Sede          | Resultado        | Partidos |
| --------------------------- | ------------- | ---------------- | -------- |
| Copa Mundial Sub-17 de 2007 | Corea del Sur | Octavos de final | 0        |

## Clubes
| Club                  | País     | Año         |
| --------------------- | -------- | ----------- |
| Deportivo Cali        | Colombia | 2007        |
| Atlético de la Sabana | Colombia | 2008        |
| Deportivo Cali        | Colombia | 2009 - 2012 |
| Uniautónoma F. C.     | Colombia | 2013 - 2014 |
| Deportivo Cali        | Colombia | 2014 - 2015 |
| Cortuluá              | Colombia | 2015 - 2017 |

## Palmarés

### Campeonatos nacionales
| Título          | Club             | País     | Año  |
| --------------- | ---------------- | -------- | ---- |
| Copa Colombia   | Deportivo Cali   | Colombia | 2010 |
| Primera B       | Uniautonoma F.C. | Colombia | 2013 |
| Torneo Apertura | Deportivo Cali   | Colombia | 2015 |